# HLA-B78
HLA-B78 هو نمط مصلي من مستضد الكريات البيضاء البشرية-ب.